# Strecknagelskivling
Strecknagelskivling (Clitocybula platyphylla) är en svampart som först beskrevs av Christiaan Hendrik Persoon, och fick sitt nu gällande namn av Kotl. & Pouzar 1972. Enligt Catalogue of Life ingår Strecknagelskivling i släktet Clitocybula  och familjen Marasmiaceae, men enligt Dyntaxa är tillhörigheten istället släktet Clitocybula och familjen Porotheleaceae. Arten är reproducerande i Sverige. Inga underarter finns listade i Catalogue of Life.

## Bildgalleri

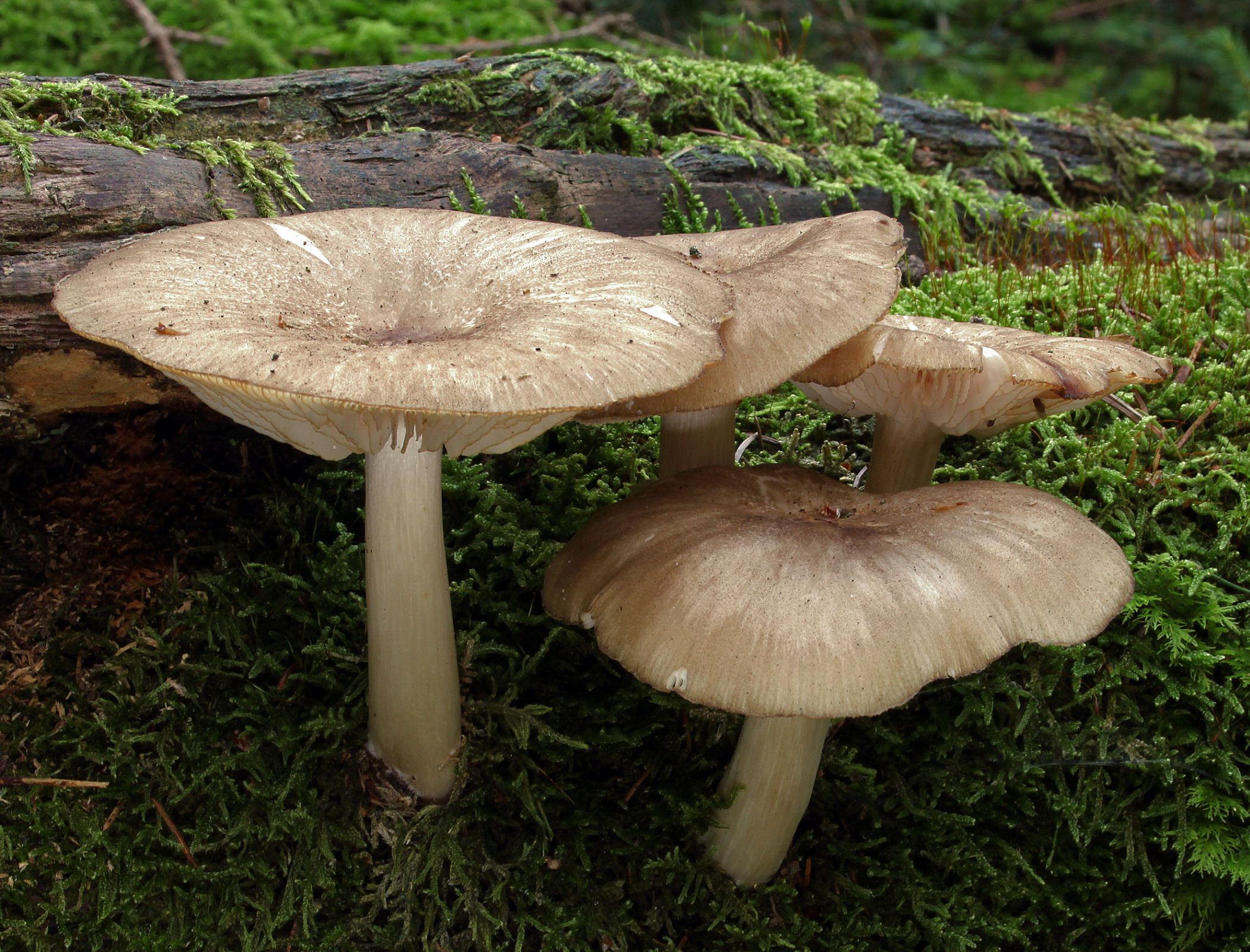
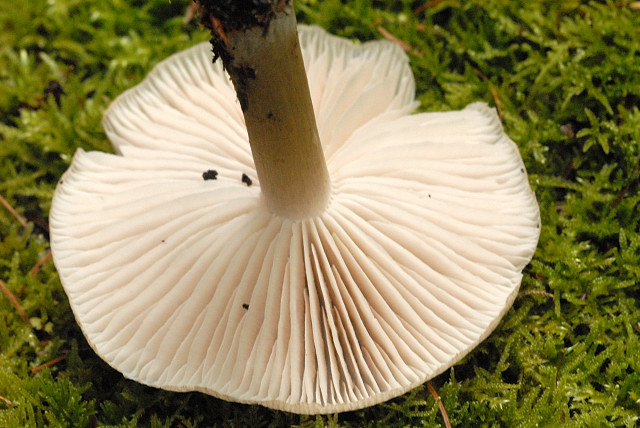
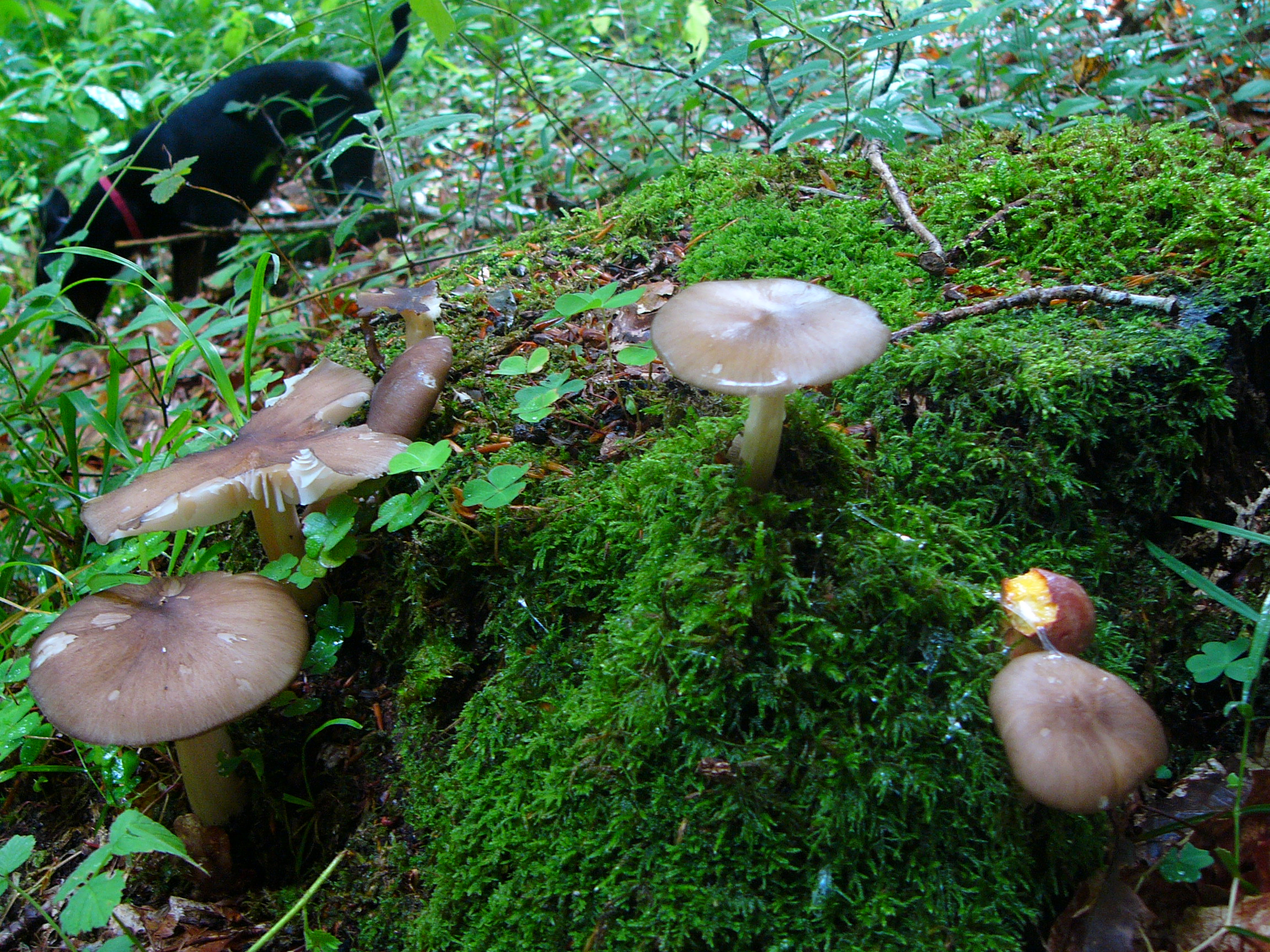
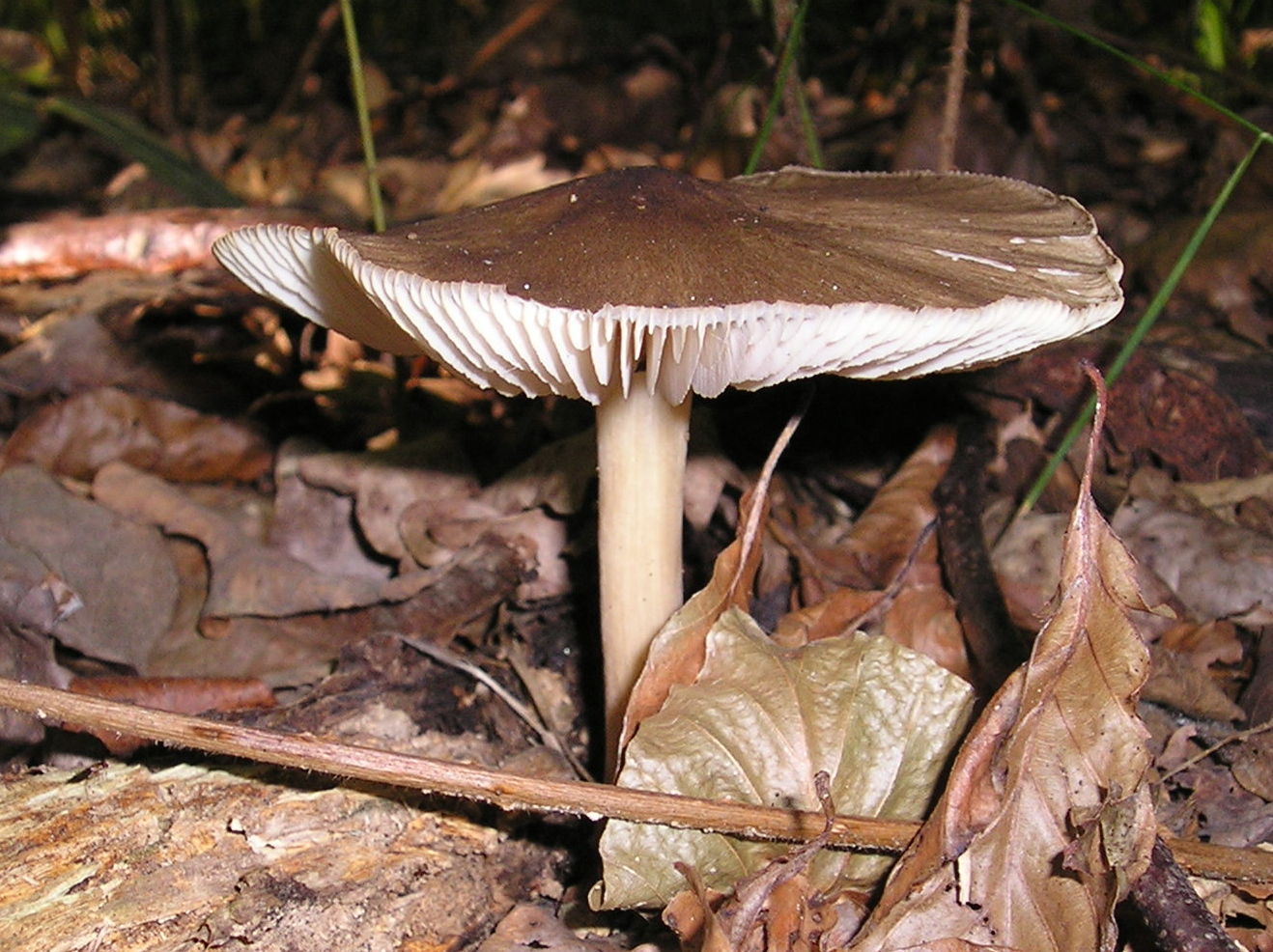
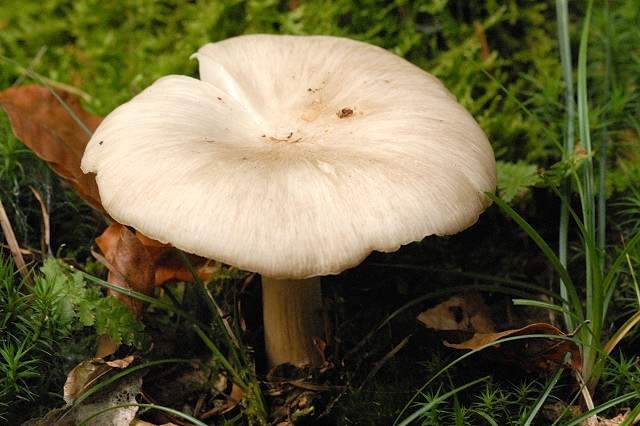